# Pimelea penicillaris
Pimelea penicillaris är en tibastväxtart som beskrevs av Ferdinand von Mueller. Pimelea penicillaris ingår i släktet Pimelea och familjen tibastväxter. Inga underarter finns listade i Catalogue of Life.